# Anasigerpes bifasciata
Anasigerpes bifasciata är en bönsyrseart som beskrevs av Giglio-tos 1915. Anasigerpes bifasciata ingår i släktet Anasigerpes och familjen Hymenopodidae. Inga underarter finns listade i Catalogue of Life.